# 삼성 갤럭시 탭 S4
삼성 갤럭시 탭 S4(Samsung Galaxy Tab S4)는 삼성전자가 개발하고 생산한 태블릿 컴퓨터이다. 이전 갤럭시 탭 S3를 대체하며 가격이 더 저렴한 삼성 갤럭시 탭 A 10.5(Samsung Galaxy Tab A 10.5)와 나란히 발표되었다.

## 역사
탭 S4는 2018년 8월 1일 온라인에 등장했으며 와이파이 및 셀룰러 모델의 선주문이 같은 날 시작되었다. 미국에서 런칭 시 LTE 모델은 버라이즌을 통해 구매할 수 있으며 다른 통신사의 경우 2018년 3분기에 구매가 가능하다. 주문 배송은 8월 10일 시작한다.